# Unión Navarra de Izquierdas
Unión Navarra de Izquierdas (UNAI) fue una coalición electoral vasquista y de izquierdas formada en 1977 para presentarse a las primeras elecciones democráticas tras la dictadura franquista en la circunscripción electoral de Navarra, mientras que la coalición aliada Euskadiko Ezkerra se presentaba en las de Vizcaya, Guipúzcoa y Álava.

## Elecciones generales de 1977
UNAI se constituyó en 1977 para representar en los primeros comicios tras la dictadura de Franco a la izquierda revolucionaria y la oposición antinfranquista en Navarra. Su gestación se produjo en un breve periodo de tiempo por medio de una serie de reuniones con muy amplia participación, de modo paralelo a otros organismos similares como Herrikoi, pero por distintos motivos no todos los participantes estuvieron interesados en formar parte de la agrupación electoral.
Finalmente UNAI se configuró por los partidos Euskadiko Mugimendu Komunista (EMK) y Eusko Sozialistak (ES), junto con los concejales sociales vinculados a la Hermandad Obrera de Acción Católica (HOAC) que habían participado en el Ayuntamiento de Pamplona e independientes pertenecientes a diversos movimientos sociales. Aunque UNAI se presentó como hermanada a Euskadiko Ezkerra (EE), en realidad Euskal Iraultzarako Alderdia (EIA), el otro componente principal de esa coalición y que tenía un mayor perfil de izquierda nacionalista vasca, no llegó a participar plenamente en UNAI. UNAI presentó un programa progresista y democrático de izquierdas, y abogaba por el ejercicio del derecho de autodeterminación y la incorporación de Navarra al País Vasco.
En las elecciones generales de junio de 1977 su cabeza de lista fue Javier Erice, que había sido alcalde de Pamplona durante unos pocos meses en 1976 hasta ser destituido por el gobernador civil. En segundo lugar estaba Jesús Casajús, destacado líder de las luchas agrícolas de la Ribera, miembro de la Unión de Agricultores y Ganaderos de Navarra y cercano a la Organización Revolucionaria de Trabajadores (ORT). En tercera posición iba Manuel Burguete, miembro de EMK y de Comisiones Obreras, que había sido vicepresidente del Consejo de Trabajadores de Navarra.
UNAI aglutinó la mayor parte del voto nacionalista vasco y de extrema izquierda en Navarra obteniendo el 9,47 % de los votos y convirtiéndose en la tercera fuerza política de la provincia. A pesar de este relativo éxito, sus 24 489 votos fueron insuficientes para conseguir representación en el Congreso de los Diputados, puesto que UCD obtuvo tres diputados de los cinco en juego y el PSE-PSOE los dos restantes.
Tampoco logró representación en el Senado. Uno de sus candidatos a senador fue Patxi Zabaleta, de Euskal Herriko Alderdi Sozialista (EHAS), que no estaba de acuerdo con la decisión de su partido de secundar la abstención propugnada por la Koordinadora Abertzale Sozialista (KAS) tras los trágicos sucesos de la semana proamnistía, pero decidió no participar en la campaña para no entorpercer a UNAI.

## Auge y fracaso tras las primeras elecciones
Tras las elecciones generales, a pesar de no conseguir diputado UNAI se convirtió en el referente principal de la izquierda revolucionaria y vasquista de Navarra. Por eso, a principios de 1978 los partidos OIC-EKE y ORT se sumaron a UNAI. La coalición, por su parte, envió al miembro de EMK Jesús Urra a la comisión que en 1977 prepararía el acuerdo preautonómico. Sin embargo, pronto empezarían las divisiones y escisiones que darían al traste a la alianza. Por una parte, las discrepancias entre EMK y EIA que provocaron que la primera abandonara Euskadiko Ezkerra (EE) acabaron desencadenando en que EIA decidiera crear EE en Navarra desvinculándose definitivamente de la coalición. Por otro lado, en diciembre de 1978 la ORT registró unilateralmente las siglas de UNAI a su nombre, por lo que la coalición se rompió y a partir de entonces UNAI solo representó a la ORT y sus simpatizantes.

## Elecciones generales, forales y municipales de 1979
En las elecciones generales de marzo de 1979, con una candidatura totalmente vinculada a la ORT, su cabeza de lista fue José Miguel Ibarrola (secretario general del Sindicato Unitario) y solo obtuvo 10 970 votos (4,35 %), quedando ya muy lejos de obtener cualquier representación. Por su parte, EMK y OIC-EKE acababan de culminar su proceso de convergencia y presentaron su propia candidatura que obtuvo 2962 votos (1,17 %). La irrupción en el panorama político de Navarra de una nueva coalición electoral rupturista y abertzale como Herri Batasuna (HB) arrebató a UNAI y a la izquierda revolucionaria estatal una parte importante de su espacio electoral.
En las elecciones forales de abril de 1979, UNAI obtuvo unos resultados aún más pobres que en la anterior cita electoral, con 7419 votos (2,92 %); sin embargo, consiguió un diputado por la merindad de Tudela, Jesús Casajús, en el primer Parlamento Foral de Navarra.
Por su parte, EIA se presentaría como Euskadiko Ezkerra en Navarra, integrado en esta ocasión en la coalición Nacionalistas Vascos (junto con PNV, ESEI y PTE) por la merindad de Pamplona (logrando tres diputados del PNV) y dentro de las candidaturas de las llamadas Agrupaciones Electorales de Merindad (junto con HB y EMK) por las de Estella, Sangüesa y Olite (siete diputados en total). EMK también promovió otras candidaturas que estuvieron a punto de sacar diputado, como la Asociación Navarra de Ayuntamientos de Izquierdas (ANAI) en la merindad de Tudela (que fue apoyada por HB, PNV y EE) y la Asamblea Navarra de Izquierdas (ANIZ) en la de Pamplona.

## Evolución posterior
A partir de 1982, cuando Euskadiko Ezkerra (EE) se refundó en partido político con la incorporación de una parte significativa del PCE-EPK, UNAI desapareció del panorama político navarro. No obstante, la presencia de EE en Navarra fue poco menos que testimonial en los sucesivos años (aunque en las elecciones autonómicas de 1987 obtuvo el 3,44 % de los votos y un parlamentario foral) debido a la preeminencia de HB. Por su parte, EMK daría su apoyo a la coalición Auzolan en 1983 y, unos años más tarde, acabaría integrándose en Batzarre.